# Dönemeç, Edremit
Dönemeç là một xã thuộc huyện Edremit, tỉnh Van, Thổ Nhĩ Kỳ. Dân số thời điểm năm 2011 là 1.207 người.